# Estanislau Pedrola Rovira
Estanislau Pedrola Rovira, conegut com a Estanis Pedrola i també pel seu pseudònim "Sandalio", (Montbrió del Camp, 1907 - Flossenbürg, Alemanya, 1944) va ser un fotògraf català.
Fill de pastissers, era el més petit de deu germans. Quan tenia deu anys va marxar a Barcelona on va treballar d'aprenent a la casa de fotografia Baltà i Ribas, a la plaça de Catalunya, on va aprendre tècniques de fotografia i de laboratori. Uns anys després, cap al 1920, tornà a Montbrió, i amb els coneixements adquirits a Barcelona, va entrar a treballar, també d'aprenent, amb el fotògraf Francesc Solà, de la casa Fotografia Puig, al carrer de Monterols de Reus. Allà va començar a realitzar fotografia de reportatge, que en aquella època estava implantant-se a Catalunya. D'ell són unes famoses fotografies de la visita del President Macià a Reus l'any 1932, del qual n'era admirador i seguidor. Va ser un membre actiu de les Joventuts Republicanes de Catalunya i del Foment Nacionalista Republicà, partit reusenc fusionat amb Esquerra Republicana l'any 1931.
El 1934, Estanis Pedrola es va implicar en els fets d'octubre a Reus, i va ser detingut i empresonat al vaixell-presó ancorat al port de Tarragona. Alliberat, es va afiliar a Estat Català i a la guerra civil va formar part del Regiment Pirinenc Núm. 1. Es conserven fotografies fetes per ell quan aquest regiment actuava per la zona de Tírvia. Va ser també comissari polític d'Estat Català.
Exiliat a França, es va incorporar a la resistència francesa prop de la zona ocupada pels alemanys, i ajudà a passar aviadors aliats caiguts en territori enemic cap a la zona no ocupada, per la qual cosa va ser condecorat per britànics i americans. Va ser fet presoner per la Gestapo i va passar per diversos camps de concentració, fins que finalment, va morir al camp de Flossenbürg a finals de 1944, poc abans que aquest camp fos alliberat. La ciutat de Reus li ha dedicat un carrer.